# Сабахтарашвили, Константин Бежанович
Константин Сабахтарашвили (груз. კონსტანტინე ბეჟანის ძე საბახტარაშვილი, 1884, Поти, Кавказская администрация — 21 июля 1937, Левиль-сюр-Орж) — грузинский социал-демократ, член Учредительного собрания Грузии (1919—1921).

## Биография

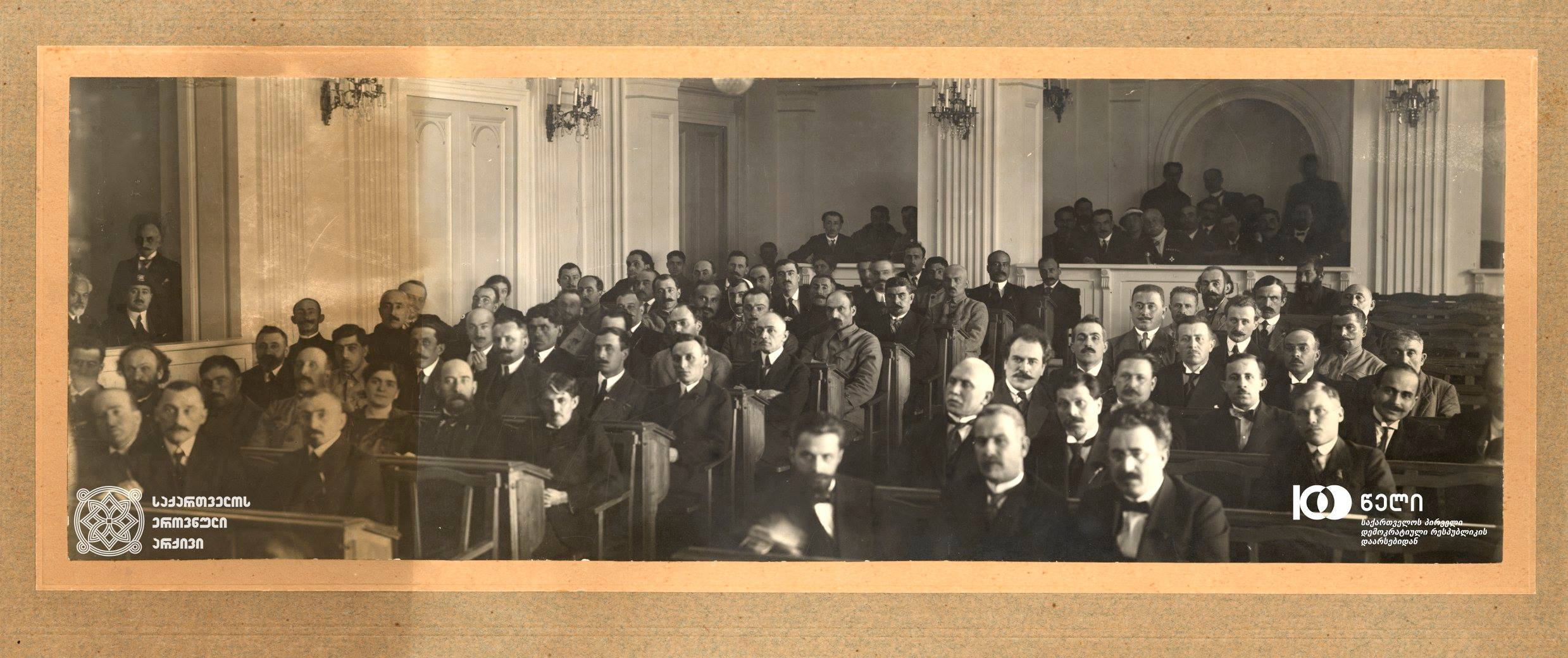
Учредительное собрание Грузии. Сабахтарашвили на дальнем плане, левая сторона

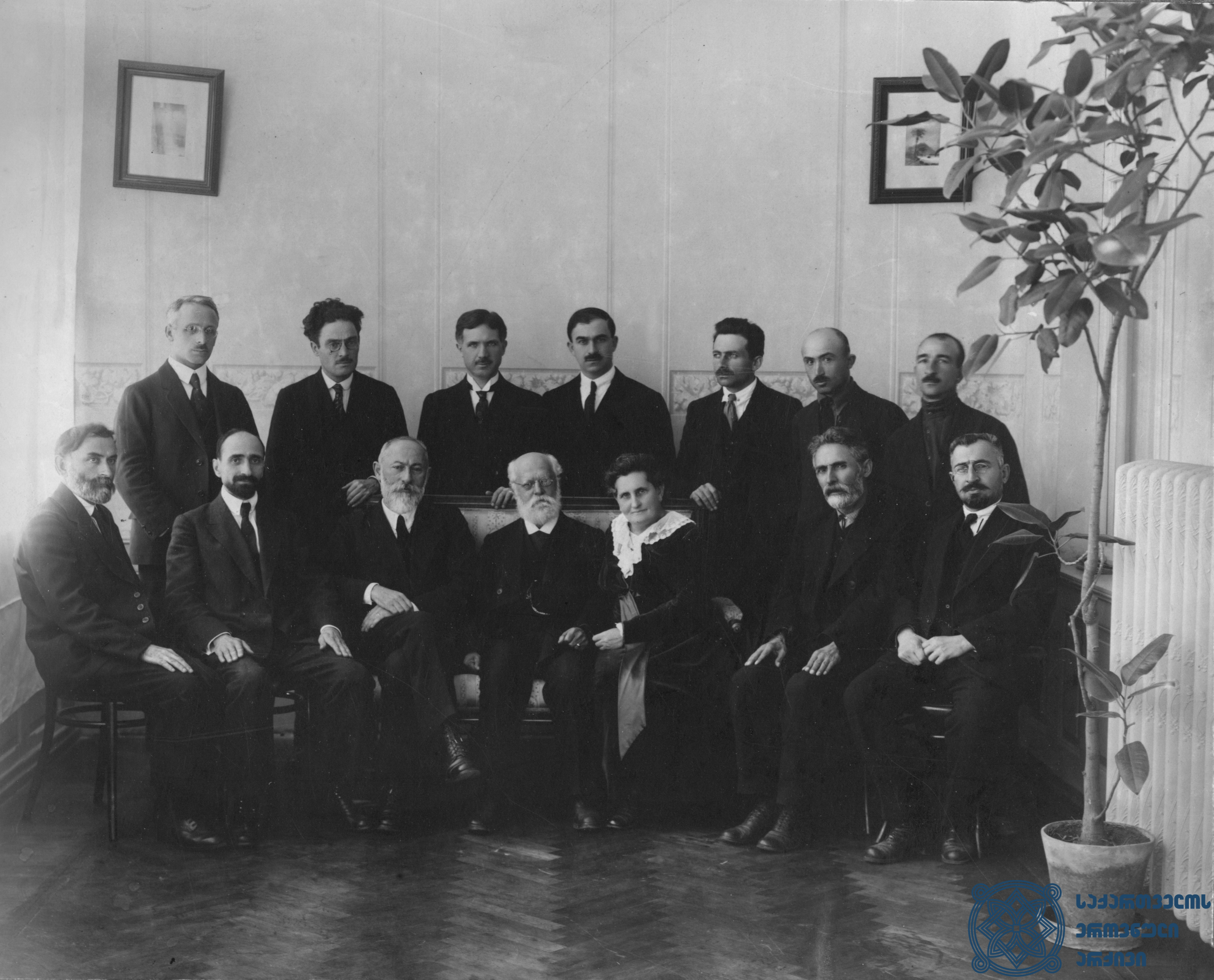
Карл Каутский с грузинскими социал-демократами, Тифлис, 1920.
1-й ряд, слева направо: С. Девдариани, Н. Рамишвили, Н. Жордания, К. Каутский и его жена Луиза, С. Джибладзе, Р. Арсенидзе;
2-й ряд, слева направо: секретарь Каутского Пауль Ольберг, В. Тевзая, К. Гварджаладзе, К. Сабахтарашвили, С. Тевзадзе, А. Урушадзе, Г. Цинцабадзе

Учился на юридическом факультете Московского университета.
Член Российской социал-демократической рабочей партии, состоял в меньшевистской фракции.
Подвергся преследованиям за участие в Московском восстании во время революции 1905 года, был вынужден отказаться от учёбы и вернулся в Поти.
В Поти продолжал работать в социал-демократических организациях, чтобы избежать ареста, нелегально выехал за границу. Жил в Женеве, Швейцария.
Окончил Женевский университет.
В 1917 году был избран членом Национального совета Грузии, в 1918 году — членом парламента Демократической Республики Грузия, 12 марта 1919 года — членом учредительного совета Республики Грузия по списку социал-демократической партии Грузии.
После советизации Грузии (1921) в эмиграции, активно участвовал в политической жизни грузинской диаспоры во Франции
Скончался после продолжительной тяжелой болезни утром 21 июля 1938 года в имении Левиль (Франция).
Похоронен на Левильском кладбище.